# Empacotador de produção
Um empacotador de produção (em inglês production packer) é um componente padrão do equipamento de completação de poços de petróleo ou de gás utilizado para fornecer uma vedação entre o exterior do tubo de produção e o interior do revestimento, liner, ou a parede do poço.